# Anomoeotidae
Anomoeotidae là một họ bướm đêm thuộc Lepidoptera.

## Các chi
- Akesina
- Anomoeotes
- Dianeura
- Plethoneura
- Staphylinochrous
- Thermochrous